# Victor García (cầu thủ bóng đá, sinh 1995)
Victor Vladimir García Campos, better hay Victor García (sinh ngày 31 tháng 12 năm 1991 ở Usulután, El Salvador) là một cầu thủ bóng đá người El Salvador.
Hiện tại anh thi đấu cho Águila ở Salvadoran Premier League.

## Sự nghiệp quốc tế
García được triệu tập vào the Đội tuyển bóng đá quốc gia El Salvador thi đấu giao hữu trước Curaçao vào ngày 22 tháng 3 năm 2017.